# 2008 у літературі

## Премії

### Міжнародні
- Нобелівська премія з літератури — Жан-Марі Гюстав Ле Клезіо, «За те, що Леклезіо пише "про нові напрямки, поетичних пригоди, чуттєвих захопленнях, він - "дослідник людства поза межами правлячої цивілізації"».
- Премія Агати — Луїза Пенні, роман «The Cruelest Month».

### Австрія
- Австрійська державна премія з європейської літератури — Агота Крістоф
- Премія Фельдкірха
  - Андреас Неезер
  - Мартін Штраус
  - Ліна Гофштеттера
- Премія Еріха Фріда — Алоїс Хотшніг.

### Ізраїль
- Державна премія Ізраїлю:
  - За літературу на івриті — Іда Фінк;
  - За переклади на іврит прози й поезії — Нілі Мірскі;
  - За поезію — Тувія Рібнер.

### Іспанія
- Премія Фернандо Лара за найкращий історичний роман — Еміліо Кальдерон, «Єврей із Шанхаю»[1]

### Росія
- Національна літературна премія «Велика книга»:
  - Маканін Володимир Семенович (роман « Асан», I премія);
  - Сараскіна Людмила Іванівна (біографія « Олександр Солженіцин», II премія);
  - Рустам Рахматуллін (книга есе « Дві Москви, або Метафізика Столиці», III премія).
- Незалежна літературна премія «Дебют»:
  - Номінація «Велика проза» — Сергій Красильников за повість «Суча кров».
  - Номінація «Мала проза» — Михайло Єнотів за добірку оповідань.
  - Номінація «Поезія» — Андрій Єгоров за добірку віршів.
  - Номінація «Драматургія» — Ярослава Пулінович за п'єсу «Наташина мрія».
  - Номінація «Літературна критика та есеїстика» — Олександр Монтлевіч за есе «Кримінологія присутності»
  - Номінація «Кіносценарій» — Дар'я Грацевич за сценарій «Недоторканні».
  - Премія «Молодий російський світ»:
    - Перша премія: Сергій Красильников (м. Даугавпілс, Латвія) за повість «Суча кров»;
    - Друга премія: Данило Бендицький (м. Берлін, Німеччина) за добірку оповідань;
    - Третя премія: Оксана Баришева (м. Алмаата, Казахстан) за документальну повість «По той і цей бік Риськулова».
- Премія «Поет» — Кібіров Тимур Юрійович.
- Російський Букер — Михайло Єлізаров, «Бібліотекар».

### США
- Всесвітню премію фентезі за найкращий роман отримав Ґай Ґевріел Кей за роман «Ізабель».

### Франція
- Гонкурівська премія — Атік Рахімі, «Сінг Сабур. Камінь терпіння».

### Скандинавія
- Премія Північної ради (англ. Nordic Council's Literature Prize) — Найя Маріє Аідт, збірка оповідань «Павіан».

## Твори

### Дитяча література
- Гаврош О. «Пригоди тричі славного розбійника Пинті»

## Померли
- 8 травня — Луїджі Малерба, італійський письменник, учасник неоавангардистської «Групи 63» (народився у 1927 році)
- 24 вересня — Уно Лагт, естонський поет, прозаїк і публіцист (народився у 1924 році).